# Oiba
Oiba è un comune della Colombia facente parte del dipartimento di Santander.
L'abitato venne fondato da Martín Galeano nel 1540, mentre l'istituzione del comune è del 1887.

## Storia
La storia di Oiba risale al periodo precolombiano, quando era abitata dagli indigeni Guane, che facevano parte della famiglia linguistica Chibcha. Gli spagnoli arrivarono nella regione nel XVI secolo e fondarono il villaggio di Oiba nel 1622, sotto il nome di San Miguel de Oiba. Oiba fu teatro di diverse battaglie durante la guerra d’indipendenza della Colombia, tra cui la famosa battaglia di Boyacá, che segnò la liberazione definitiva dal dominio spagnolo nel 1819.
Oiba è conosciuta anche come la “città musicale della Colombia”, per la sua tradizione culturale e artistica. Ogni anno, a luglio, si svolge il Festival Nazionale di Musica Andina “Monumento a la Bandola”, che celebra la bandola, uno strumento a corda tipico della musica andina. Il festival attira musicisti e visitatori da tutto il paese e dall’estero.